# Mistrovství Československa v atletice 1952
Mistrovství ČSR mužů a žen v atletice 1952 v kategoriích mužů a žen se konalo 27. června až 29. června v Praze.

## Medailisté

### Muži
| Soutěž                                    | Zlato                                                                   | Stříbro                                                                          | Bronz                                                                    |
| 100 m                                     | Miroslav Horčic 10,8                                                    | Zdeněk Pospíšil 10,8                                                             | Jiří David 10,9                                                          |
| 200 m                                     | František Brož 21,7                                                     | Václav Janeček 21,7                                                              | Miroslav Horčic 21,7                                                     |
| 400 m                                     | Milan Fillo 48,8                                                        | Aleš Poděbrad 49,4                                                               | Jaroslav Přeček 49,8                                                     |
| 800 m                                     | Stanislav Jungwirth 1:52,5                                              | Alfréd Stržínek 1:53,2                                                           | Ludvík Liška 1:53,4                                                      |
| 1500 m                                    | Stanislav Jungwirth 3:49,4                                              | Václav Čevona 3:49,6                                                             | Jaroslav Slavíček 3:53,0                                                 |
| 5000 m                                    | Emil Zátopek 14:17,6                                                    | Milan Švajgr 14:39,4                                                             | Jindřich Roudný 15:09,0                                                  |
| 10 000 m                                  | Emil Zátopek 30:28,4                                                    | Milan Švajgr 31:02,6                                                             | Miloš Tomis 32:13,8                                                      |
| 110 m př.                                 | Jan Mrázek 15,0                                                         | Milan Tošnar 15,0                                                                | Alois Krul 15,0                                                          |
| 400 m př.                                 | Lubomír Bartoš 54,8                                                     | Miloslav Moravec 55,5                                                            | Dominik Kocinger 56,5                                                    |
| 3000 m př. Gottwaldov 13. 7. 1952         | Jaroslav Slavíček 9:17,7                                                | Miloš Tomis 9:28,5                                                               | Vojtěch Hec 9:33,8                                                       |
| 4 × 100 m                                 | František Brož Jiří David Václav Janeček Zdeněk Pospíšil ATK Praha 41,9 | Jaroslav Přeček Jan Perek František Kubíček Zdeněk Pospíšil Svit Gottwaldov 43,3 | Zdeněk Procházka Ján Čepčianský Lubomír Man Jaromír Srp VŠ Brno 43,5     |
| 4 × 400 m                                 | Václav Janeček Jiří David Aleš Poděbrad Milan Fillo ATK Praha 3:19,4    | Richard Kania Vladimír Bajer Milan Horecký Lubomír Bartoš Brněnský kraj 3:23,7   | Miloš Trůbl Ivo Štěch Milan Knapp Jiří Vaněk ČKD Stalingrad Praha 3:25,2 |
| Skok do výšky                             | Milan Švábovský 188 cm                                                  | Richard Vacek 185 cm                                                             | Zdeněk Matys 185 cm                                                      |
| Skok o tyči                               | Miroslav Krejcar 400 cm                                                 | Miroslav Tauš 390 cm                                                             | Ljubomir Štefanov 390 cm                                                 |
| Skok daleký                               | Jaroslav Fikejz 719 cm                                                  | Lubomír Man 713 cm                                                               | Zdeněk Procházka 698 cm                                                  |
| Trojskok                                  | František Kubíček 14,44 m                                               | Jaromír Lank 14,28 m                                                             | Milan John 14,24 m                                                       |
| Vrh koulí                                 | Jiří Skobla 16,05 m                                                     | Čestmír Kalina 14,59 m                                                           | Jan Vrabel 14,51 m                                                       |
| Hod diskem                                | Alojz Kormúth 46,41 m                                                   | Václav Mudra 46,09 m                                                             | Antonín Pšurný 45,71 m                                                   |
| Hod kladivem                              | Miloš Máca 55,23 m                                                      | Jiří Dadák 55,15 m                                                               | Oldřich Riedl 53,00 m                                                    |
| Hod oštěpem                               | Josef Strnádek 63,04 m                                                  | Miloš Kopřiva 61,35 m                                                            | Josef Haferník 61,29 m                                                   |
| 10 km chůze                               | Josef Doležal 45:10,6                                                   | Jindřich Malý 50:23,2                                                            | Václav Platil 51:09,8                                                    |
| 50 km chůze Praha – Poděbrady 24. 8. 1952 | Josef Doležal 4:23:13,4                                                 | František Princ 4:57:03,6                                                        | František Jirásek 4:57:59,8                                              |
| Desetiboj Košice 12. – 13. 7. 1952        | Zbyněk Příhoda 6451 bodů                                                | Jan Vrabel 5821 bodů                                                             | Miroslav Vlček 5766 bodů                                                 |
| Maratonský běh Pardubice 29. 6. 1952      | Jaroslav Šourek 2:37:51,6                                               | Jindřich Novák 2:41:26,8                                                         | Walter Bednář 2:45:28,4                                                  |

### Ženy
| Soutěž                                  | Zlato                                                                           | Stříbro                                                                                            | Bronz                                                                                         |
| 100 m                                   | Olga Modrachová 12.9                                                            | Dagmar Bosáková 13.0                                                                               | Věra Nopová 13.1                                                                              |
| 200 m                                   | Olga Modrachová 26.7                                                            | Dagmar Bosáková 27.2                                                                               | Jiřina Fikejzová 27.5                                                                         |
| 800 m                                   | Bedřiška Müllerová 2:16.6                                                       | Marie Bartáková 2:21.0                                                                             | Kristina Junková 2:27.1                                                                       |
| 80 m př.                                | Dagmar Bosáková 12.3                                                            | Miloslava Brázdová 12.3                                                                            | Olga Modrachová 12.6                                                                          |
| 4 × 100 m                               | Věra Horáková Alena Smyslová Danuše Andrlová Dagmar Bosáková TÚTVS Praha 50.6   | Drahomíra Čajková Jaruška Vaculová Věra Sehnalová Věra Nopová Ostravský kraj 52.7                  | Milena Wimmerová Alexandra Černá Jarmila Fryčková Libuše Dvořáková Dynamo Slavia Praha 52.8   |
| 4 × 200 m                               | Věra Horáková Alena Smyslová Danuše Andrlová Dagmar Bosáková TÚTVS Praha 1:47.8 | Miloslava Hulová Marie Bartáková Jiřina Fikejzová Olga Modrachová Sparta ČKD-Sokolovo Praha 1:49.8 | Milena Wimmerová Alexandra Černá Jarmila Fryčková Libuše Dvořáková Dynamo Slavia Praha 1:53.0 |
| Skok do výšky                           | Olga Modrachová 156 cm                                                          | Blanka Malá 150 cm                                                                                 | Liduška Ajglová 150 cm                                                                        |
| Skok daleký                             | Anna Plšková 526 cm                                                             | Alena Vejsová 518 cm                                                                               | Zlata Rozkošná 509 cm                                                                         |
| Vrh koulí                               | Jaroslava Křítková 13.75 m                                                      | Marie Hrubá 12.38 m                                                                                | Sylvie Čechová 11.75 m                                                                        |
| Hod diskem                              | Libuše Nováková 41.75 m                                                         | Sylvie Čechová 41.67 m                                                                             | Marie Hrubá 39.45 m                                                                           |
| Hod oštěpem                             | Dana Zátopková 46.62 m                                                          | Libuše Žáková 39.42 m                                                                              | Alena Vejsová 36.54 m                                                                         |
| Pětiboj Hradec Králové 12. - 13.7. 1952 | Dagmar Bosáková 2863 bodů                                                       | Alena Vejsová 2599 bodů                                                                            | Anna Plšková 2501 bodů                                                                        |